# Classe Palestro (destroyer)
La classe Palestro est une classe de destroyers construit pour la Regia Marina dans les années 1920.

## Conception
Les navires ont été conçus en 1915 et basés sur le destroyer de la classe Audace. Huit navires ont été commandés, mais en raison de la pénurie de matériaux en temps de guerre, seuls quatre ont été achevés. Ces quatre navires ont été construits en 1917 au chantier naval Orlando de Livourne, mais n'ont été achevés qu'en 1921-1923. En 1938, ils ont été reclassés en torpilleurs.
La conception a ensuite été élargie aux destroyers de la classe Sella, une conception qui a été développée dans une série de classes de destroyers italiens de taille moyenne.

## Description
Ces navires avaient une longueur totale de 81,9 mètres longueur hors-tout (80 m en longueur de flottaison), une largeur de 8 mètres et un tirant d'eau de 3,1 mètres. Ils déplaçaient 1 033 tonnes à charge normale, et 1 180 tonnes à pleine charge. Leur effectif était de 6 officiers, 100 sous-officiers et matelots.
Les Palestro étaient propulsés par deux turbines à vapeur Zoelly, chacune entraînant un arbre d'hélice et utilisant la vapeur fournie par quatre chaudières Thornycroft. La puissance nominale des turbines était de 22 000 chevaux-vapeur (16 400 kW) pour une vitesse de 32 nœuds (59 km/h) en service. Ils avaient une autonomie de 1 970 milles nautiques (3 650 km) à une vitesse de 15 nœuds (28 km/h).
Leur batterie principale était composée de quatre canons Schneider-Armstrong Modèle 1919 de 102/45 mm. La défense antiaérienne (AA) des navires de la classe Palestro était assurée par deux canons simples Ansaldo de 76/40 mm. Ils étaient équipés de quatre tubes lance-torpilles de 450 millimètres dans deux supports doubles au milieu du navire. Les Palestro étaient également équipés d'un équipement pour le transport et la pose de 38 mines.

## Navires de la classe
Les quatre navires furent construits par le chantier naval des frères Orlando (Cantiere navale fratelli Orlando) à Livourne.
| Confienza   | 18 décembre 1920 | 25 avril 1923   | Coulé par collision le 20 novembre 1940                                                                                           |
| Palestro    | 23 mars 1920     | 26 janvier 1921 | Torpillé et coulé par le sous-marin HMS Osiris le 22 septembre 1940                                                               |
| San Martino | 8 septembre 1920 | 10 octobre 1922 | Capturé le 9 septembre 1943, incorporé à la Kriegsmarine sous le nom de TA 17, coulé par avion ou auto-sabordé le 12 octobre 1944 |
| Solferino   | 28 avril 1920    | 31 octobre 1921 | Capturé le 9 septembre 1943, incorporé à la Kriegsmarine sous le nom de TA 18, coulé au combat le 19 octobre 1944.                |

### Confienza

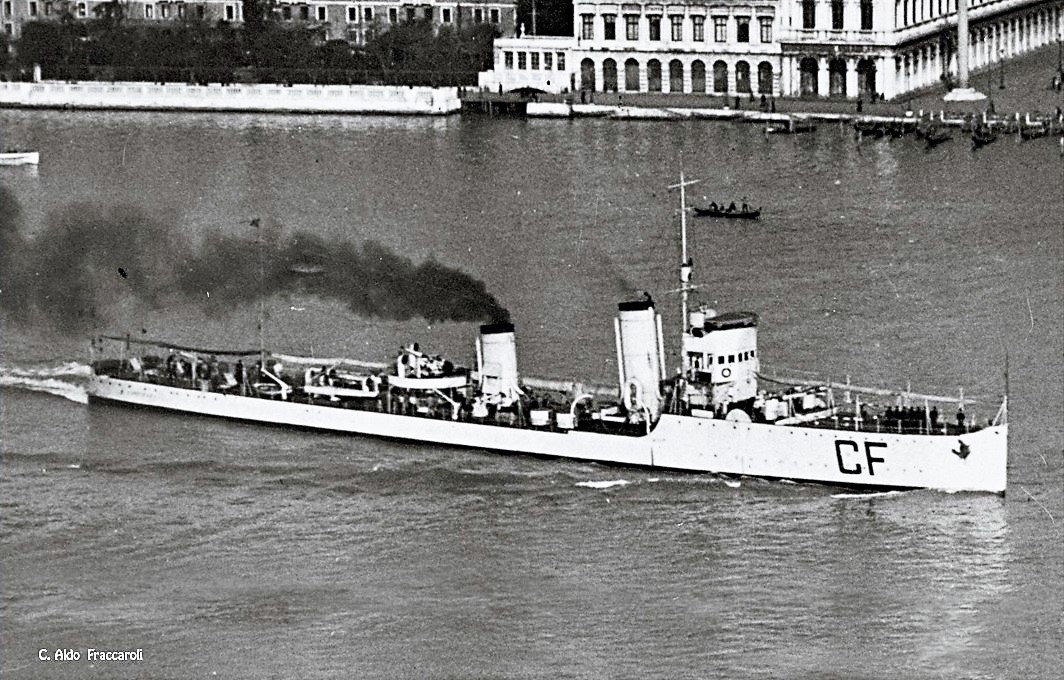
Le Confienza à Venise, 1930

Lancé en 1917, il est entré en service en 1923. Le 20 novembre 1940, il est accidentellement éperonné par le croiseur auxiliaire Capitano A. Cecchi et coule au large de Brindisi.

### Palestro

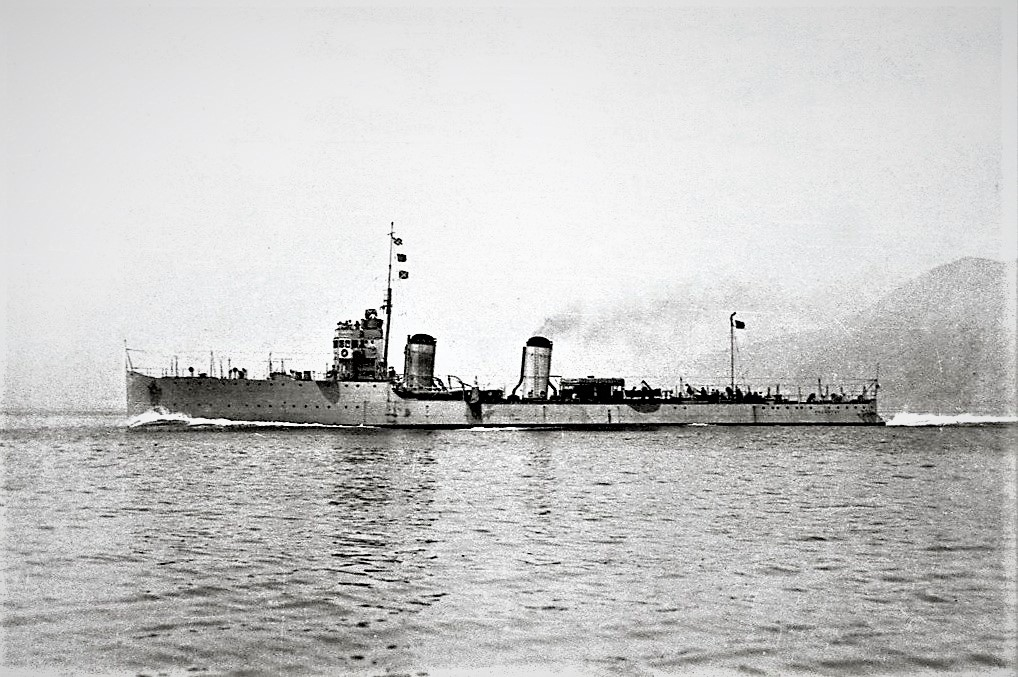
Le Palestro dans les années 1930.

Lancé en 1917, il est entré en service en 1921. Dans l'entre-deux-guerres, il a effectué plusieurs croisières en mer Noire et en mer Rouge. Pendant la Seconde Guerre mondiale, il a effectué des services de défense du trafic dans la partie inférieure de l'Adriatique, mais pendant l'une de ces missions - l'escorte d'un convoi en route Bari-Durrës le 22 septembre 1940 - il a été torpillé et coulé par le sous-marin britannique HMS Osiris (N67).

### San Martino

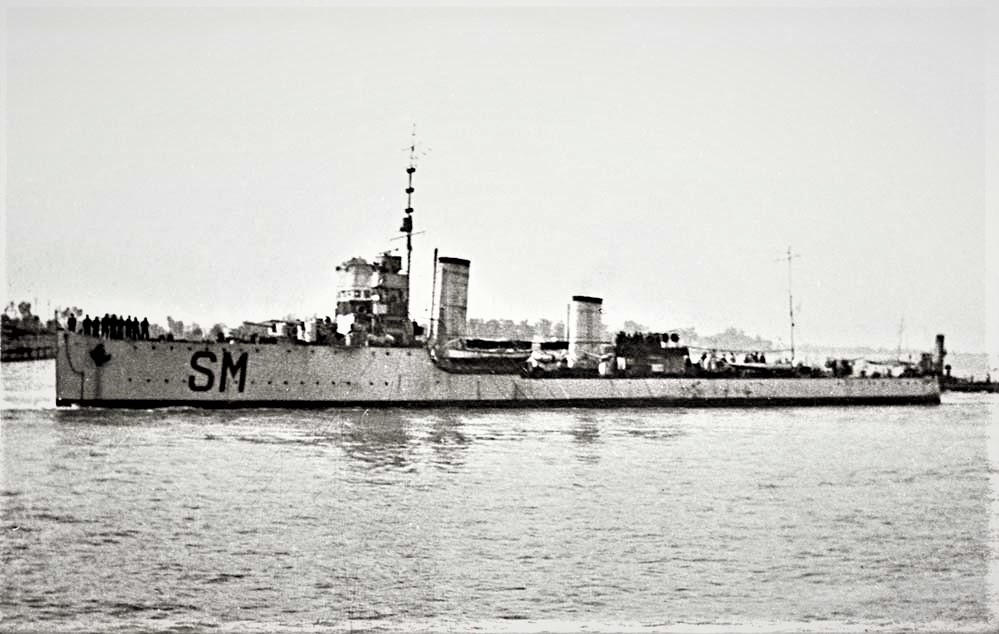
Le San Martino

Lancé en 1917, il est entré en service en 1922. Dans les années 1920, il a fait des croisières en Méditerranée et en mer Rouge. Le 8 septembre 1943, après l'armistice (Armistice de Cassibile), il est capturé par les Allemands au Pirée et rebaptisé TA 17. Le 18 septembre 1944, il a été endommagé par une attaque aérienne britannique, et le 12 octobre de la même année, il a été à nouveau touché par des avions et coulé.

### Solferino

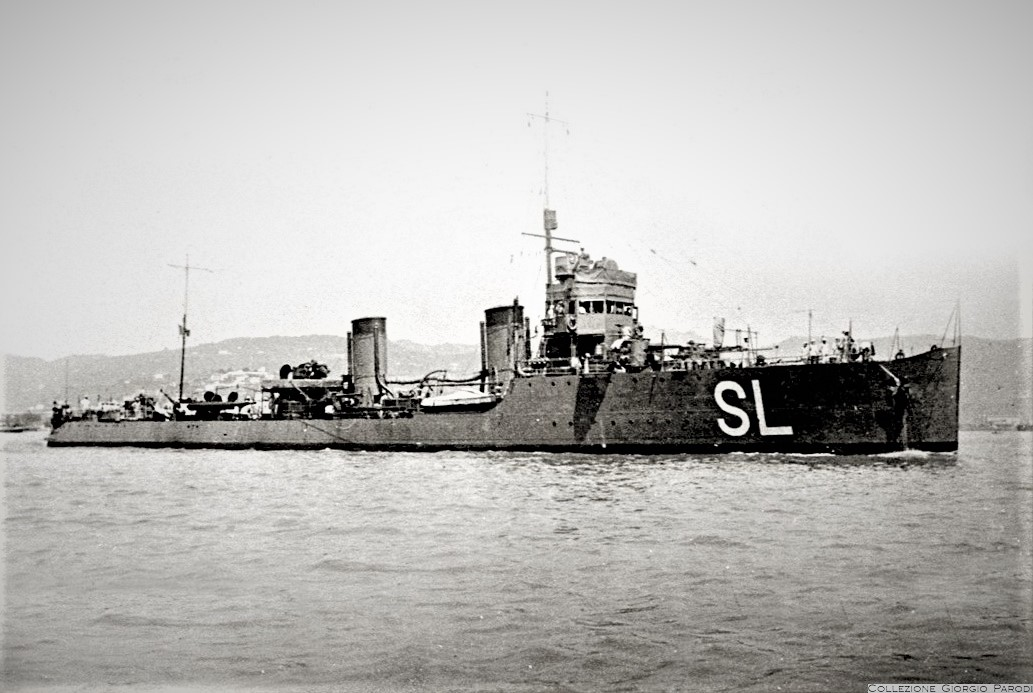
Le Solferino dans sa configuration d'origine.

Lancé en 1917, il est entré en service en 1921. Pendant la Seconde Guerre mondiale, il a été employé pour escorter et poser des mines dans l'Adriatique et la mer Égée. Le 9 septembre 1943, après l'armistice, il est capturé par les Allemands à Souda. Il est rebaptisé TA 18, il a été coulé par les destroyers britanniques HMS Termagan (R89) et HMS Tuscan (R56) le 19 octobre 1944, au sud de Vólos.